# Tagesprofil

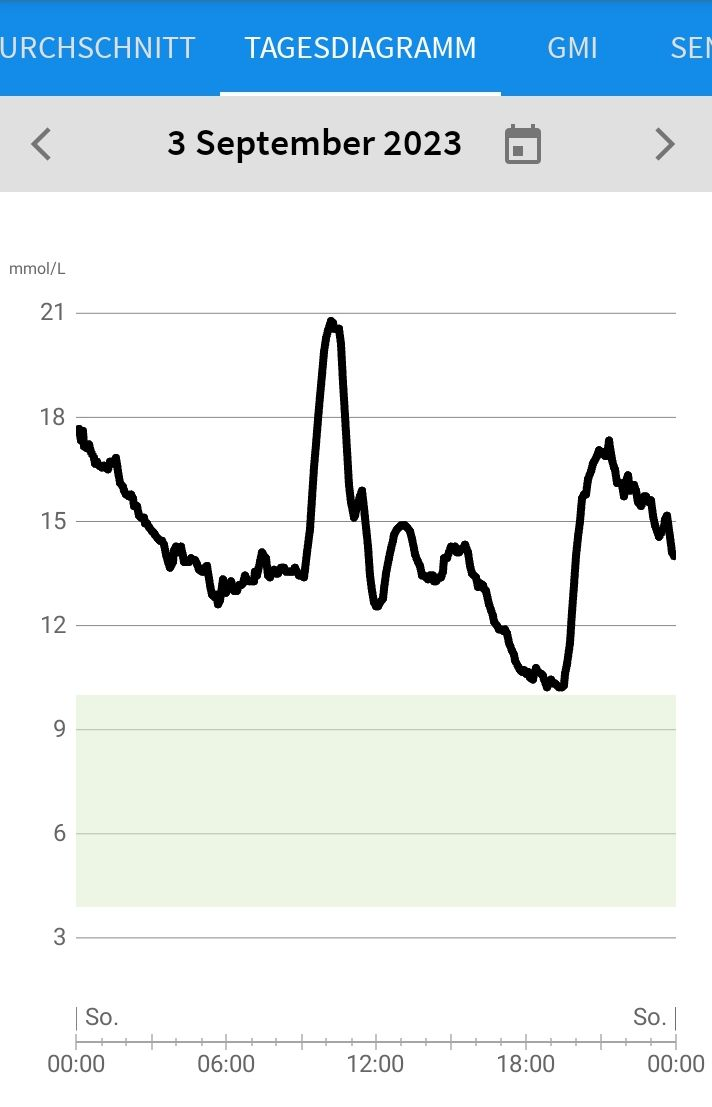
Blutzuckertagesprofil bei einem Diabetes-Patienten

Als Tagesprofil, Tagesprofilkurve oder Tagesdiagramm bezeichnet man die laufende (oder mehrfache) Bestimmung der Konzentrationen physiologischer Parameter (Kenngrößen) im Blut, im Serum, im Liquor cerebrospinalis oder im Urin mit der anschließenden Aufstellung einer entsprechenden graphischen Kurve. Auch der Augeninnendruck kann mit einem Tagesprofil (Tagestensioprofil, TTP) erfasst werden. Die Messungen im Laufe von 24 Stunden können dabei kontinuierlich (zum Beispiel Blutzucker mit einem kontinuierlich messenden Glucosesensor) oder diskontinuierlich erfolgen, bei letzterer werden die Zwischenwerte interpoliert.
Tagesprofile sind vor allem bei Parametern von Bedeutung, die Tagesschwankungen unterliegen oder stark durch äußere Faktoren beeinflusst werden (zum Beispiel ein Blutzuckeranstieg nach Nahrungsaufnahme) und bei denen daher eine einmalige Bestimmung nur wenig aussagekräftig ist.
Tagesprofile werden neben der Bluzuckerüberwachung bei der Diabetes-Behandlung (hier spricht man auch vom Tages-Blutzuckerprofil beziehungsweise vom Wochen-Blutzuckerprofil oder vom Blutzucker-Tag-Nacht-Profil) auch für die Augeninnendruck-Überwachung beim Grünen Star und für die Cortisol-Überwachung zur Abklärung eines Hypo- oder Hyperkortisolismus eingesetzt. Hier wird der zirkadiane Rhythmus bei individuellen Stoffwechselschwankungen kontrolliert.
In der modernen Diabetologie ist der kontinuierlich messende Glucosesensor der Goldstandard. Früher musste dagegen beim Einsenden der Blutröhrchen in ein Laboratorium die zeitliche Reihenfolge der einzelnen Röhrchen gekennzeichnet werden und die Befunde standen dem Arzt nur stark zeitverzögert zur Verfügung.
In der Tiermedizin werden Tagesprofile zur Einstellung der Insulindosis beim Diabetes des Hundes und der Katze verwendet. Hierbei wird die Dosis anhand des tiefsten Werts (Nadir) schrittweise angepasst.
Abzugrenzen sind ähnliche Verfahren wie die Blutdrucklangzeitmessung, das Langzeit-EKG und das tägliche morgendliche Wiegen (Gewichtsprotokoll) bei Menschen mit einer Herzschwäche. Eine plötzliche Gewichtszunahme kann ein Hinweis auf ein Lungenödem und ein Grund für die Gabe eines Diuretikums sein.